# 喙果黑面神
喙果黑面神（学名：Breynia rostrata）为大戟科黑面神属下的一个种。

## 扩展阅读
- 維基物種上的相關：喙果黑面神